# 仲宗根梨乃
仲宗根 梨乃（なかそね りの、1979年6月11日 - ）は、日本のダンサー、振付師、女優。アメリカ合衆国ロサンゼルスを拠点に活動。血液型はA型。身長は168 cm。
アメリカ合衆国のダンス競技番組『America's Best Dance Crew』シーズン3にビート・フリークス の一員として出演。2004年にグウェン・ステファニー率いる「原宿ガールズ」に“MUSIC”の役名で参加しており、マイケル・ヒューストン、メアリー・J・ブライジ、ブリトニー・スピアーズ、ミッシー・エリオット、クリス・ブラウン、ジャネット・ジャクソン、クリスティーナ・アギレラ、ジャスティン・ビーバー、リアーナらのライブやミュージックビデオにダンサーとして出演している。
2008年に韓国の男性グループSHINeeのデビューシングル「お姉さんは本当にきれい（Replay）」で振付師を務めて以降、SHINee、少女時代を中心に韓国人歌手の振付を多く手がける。
アイドルグループSUPER MONKEY'Sに在籍した中曾根梨乃は別人物である。

## 経歴
1979年に沖縄県那覇市で生まれ、幼い頃からマイケル・ジャクソンとジャネット・ジャクソンを好んで将来エンターテイナーになる事を夢見る。小学5年の時にマイケル出演の映画『ムーンウォーカー』を見て進路を決意している。アメリカのエンターテインメント界を目指して沖縄県立那覇商業高等学校を卒業後に19歳で渡米し、大学で学びながらダンスを修練する。
2004年にビザの有効期限が迫る中、ジャネット・ジャクソンのバックダンサーオーディションに合格し思案している折、ジャネットの尽力で新しいビザが発給され無事にダンサーを務める。以降、様々な仕事を依頼されている。同年にグウェン・ステファニー率いる「原宿ガールズ」に“MUSIC”の芸名で参加してミュージックビデオ数作に出演し、ライブツアー「Harajuku Lovers Tour 2005」のバック・ダンサーとして同行した。
2009年にアメリカ合衆国のダンス競技番組『America's Best Dance Crew』シーズン3に女性ダンスグループビート・フリークスの一員として出演して準優勝。
2010年にプッシーキャット・ドールズへ一時的に加入している。
2015年、Huading Awards「ベスト・グローバル・ダンサー賞」受賞。
2017年「SHINee WORLD 2017～FIVE」での総合演出 のほか、様々なアーティストのコンサート演出を手がけている。
2019年から2020年にかけて開催されたSuperMのワールドツアー「We Are The Future Live」の演出を担当。
2021年、「PRODUCE 101 JAPAN SEASON2」ではダンストレーナーとして出演しており、2023年、「PRODUCE 101 JAPAN THE GIRLS」でも同じくダンストレーナーとして出演する。
近年では、女優として映画出演など多岐にわたって活動している。

### 振付師
2008年5月に韓国の男性グループSHINeeのデビュー・シングル「お姉さんは本当にきれい（Replay）」を振付して以来、K-POPアーティストの振付を多く担当している。
2009年に少女時代のシングル「GENIE」を振付し、彼女らの長い脚を生かした“美脚ダンス”が話題になる。
2011年にブリトニー・スピアーズのツアー「Femme Fatale Tour」で、「トキシック」の振付を担当している。
2013年に台湾を初めに中国人居住地で絶大な人気を誇るショウ・ルオの2013年ワールドツアー「舞極限」を振付している。
2016年にWorld Of Dance Industry Awards「International Choreographer Of The Year」を受賞。

## 人物
影響を受けたダンサーとしてマイケル・ジャクソン、アンソニー・トーマス、ティナ・ランドン、マイケル・ピータースの名前を挙げている。
憧れはジャッキー・チェンと岡村隆史。自身の一人称は「俺」。

### 私生活
2007年7月6日に開業医を父に持つフィリピン系2世のリー・ラザランと結婚して2012年5月に離婚している。
2022年10月26日に自身のInstagramで再婚したことを発表した。

## エピソード
マイケル・ジャクソンのコンサート『THIS IS IT』のバックダンサーのオーディションにて、男性ダンサーのオーディション、女性ダンサーのオーディションの両方を受けた。最終選考まで残るが、最終日にどちらで受けるか悩んだ末、女性ダンサーを選択したが不合格だった。
2013年、ディズニー映画『オズ はじまりの戦い』のジャパン・プレミアで、ダンス・パフォーマンスを演出、出演する。
2016年、Reebok US Woman Dance グローバル・アンバサダーを務める。
2019年、ラックスの新シリーズ「ラックス アスレジャーシリーズ」公式アンバサダーを務める。

## 主な振付

### ミュージックビデオ
- SHINee[1]
  - お姉さんは本当にきれい（Replay）（2008年） - 初の振付作[32][33]
  - Love like Oxygen（2008年）[34]
  - JULIETTE（2009年）
  - Lucifer（2010年 with Shim Jaewon[21]）[35]
  - Hello（2010年）[36]
  - Stranger（2012年）
  - Seesaw（2012年）[37]
  - Your Number（2015年）[38]
  - 君のせいで（2016年 with RIKIMARU）
  - Get The Treasure（2017年）[39]
- 少女時代[1]
  - GENIE：少女時代 'Genie' MV (JPN Ver.) - YouTube / 소원을 말해봐（2009年、with Shim Jaewon）[40]
  - Oh!：소녀시대 'Oh!' MV - YouTube（2010年）
  - Hoot（2010年）
  - MR.TAXI（2011年、with Shim Jaewon）
  - The Boys（2011年）
  - PAPARAZZI（2012年）
  - I Got a Boy：소녀시대 'I GOT A BOY' MV - YouTube (2013年、with NappyTabs、Jillian Meyers)
  - BEEP BEEP(2013年)
  - LOVE&GIRLS(2013年、with Koharu Sugawara)[41]
  - BOOMERANG(2013年)
  - GALAXY SUPERNOVA(2013年)
  - Show Girls（2015年）
  - 예감 Bump It（2015年）
  - All Night（2017年）[42][43]
- f(x)[1]
  - Chu（2009年、with Hwang Sang-hoon）
  - NU ABO（2010年、with Maryss from Paris）[44]
  - Gangsta Boy（2011年）
  - Hot Summer（2011年、with Maryss from Paris）
  - Jet （2012年、with Shim Jaewo）
- SUPER JUNIOR[1]
  - No Other（2010年、with Shim Jaewo）[45]
- BoA[1]
  - Copy&Paste （2010年、with Maryss from Paris）
  - Dangerous（2010年、with Shim Jaewo）
  - Shout It Out （2014年、with MIKEY）
  - MASAYUME CHASING（2014年、with Renka&Aya）
  - Lookbook（2015年、with RIKIMARU）
- 東方神起[1]
  - Why?：왜(Keep Your Head Down)/ Why?(Keep Your Head Down)（2011年、with Shim Jaewo）
  - Maximum（2011年、with Shim Jaewo）[46]
  - ANDROID （2012年、with Shim Jaewon）
- Crystal Kay
  - Superman（2011年、MVにも出演）
  - デリシャスな金曜日（2012年）
- AKB48
  - ギンガムチェック（2012年）
  - ハート・エレキ（2013年)
  - 僕たちは戦わない（2015年）
- 羅志祥
  - 舞極限（2012年）[25]
- 蕭亜軒
  - Super Girl（2012年）
- 超新星
  - WINNER（2013年)
  - きっと（2015年)
- DREAMS COME TRUE
  - KNOCKKNOCK！（2017年）
- Red Velvet
  - Rookie （2017年、with RIKIMARU）
  - #Cookie Jar （2018年）
- KEY
  - Forever Yours (Feat. 소유)（2018年）[47]
  - Hologram（2018年）[48]
- NCT 127
  - Chain （2018年）[49]
  - Wakey-Wakey （2019年）
- Chuning Candy
  - ダイナミック琉球 （2020年）[50]

### ツアー演出/振付
- ツアー
  - 少女時代 Japan 1st Tour GIRLS' GENERATION（2011年）- You-Aholic、I'm In Love With HERO、Beautiful Strangerの振付
  - Britney Spears Femme Fatale Tour（2011年）- TOXICの振付
  - 王力宏 Music Man Ⅱ（2011年）- Dragon、18 martial art、Beautiful、Faraway Place、Hero、By the plumの振付
  - SMAP GIFT of SMAP CONCERT'2012（2012年）- HIKARIの振付[51]
  - 羅志祥 ワールドツア「舞極限」（2013年）- Jangle section~opening、愛的主場秀、wowの振付
  - 少女時代 Japan 2nd Tour GIRLS' GENERATION II 〜Girls & Peace〜（2013年）- BOOMERANG、BEEP BEEPの振付
  - 少女時代 Japan 3rd Tour GIRLS' GENERATION 〜LOVE & PEACE〜（2014年）- Blue Jeans、Karma Butterflyの振付
  - BoA LIVE TOUR 2014 ～WHO'S BACK?～（2014年）- 演出・振付
  - 少女時代 GIRLS' GENERATION 「THE BEST LIVE」at TOKYO DOME（2014年）- Show Girlsの振付
  - 少女時代 GIRLS' GENERATION 4th Tour ～Phantasia～In SEOUL / JAPAN（2015年、2016年）- 演出・振付[52]
  - SHINee WORLD 2017～FIVE～（2017年）- 演出・振付[13]
  - TAEMIN THE 1st STAGE 日本武道館（2017年）-　演出[53]
  - SHINee WORLD 2017～FIVE～ Special Edition（2017年）- 演出・振付
  - SHINee WORLD THE BEST 2018～FROM NOW ON～（2018年）- 演出・振付
  - SHINee WORLD J presents～SHINee SPECIAL FAN EVENT～（2018年）- 演出
  - TAEMIN Japan 1st TOUR～SIRIUS～（2018年）- 演出・振付[54]
  - NCT 127 1st tour NEO CITY SEOUL The origin (2019年）- 演出[55]
  - TAEMIN ARENA TOUR 2019 ～X™～（2019年）- 演出[56]
  - NCT 127 WORLD TOUR 'NEO CITY - The Origin'（2019年）- 演出[57][22]
  - NCT 127 Arena Tour NEO CITY JAPAN The Origin（2019年、2020年）- 演出
  - SuperM We Are The Future Live（2019年、2020年）- 演出[14]
  - NCT 127 2ND TOUR ‘NEO CITY：SEOUL - THE LINK’（2021年）- 演出
  - NCT 127 2ND TOUR ‘NEO CITY：JAPAN - THE LINK’（2022年）- 演出
  - NCT DREAM TOUR’THE DREAM SHOW2：In A DREAM’-in KOREA（2022年）- 演出
  - NCT DREAM TOUR’THE DREAM SHOW2：In A DREAM’-in JAPAN（2022年）- 演出

### 映画
- Go For It  (2010) [58]              監督: カーメン・マロン

### TV＆コマーシャル
- グッド・モーニング・アメリカ(ABC)   -   ジャネット・ジャクソン 振付補佐
- Big Red（CM）
- 「2023 FNS歌謡祭」第1夜（2023年12月6日、フジテレビ）- ダンス企画 監修[59][60]

## 主な出演

### 映画
- ユー・ガット・サーブド (You got Served)(2004)               監督: クリス・ストークス
- 最強絶叫ダンス計画 (Dance Flick)(2009）                 監督：ダミアン・ダンテ・ウェイアンズ
- マイケル・ジャクソン THIS IS IT（Michael Jackson's This Is It) Documentary (2009)[20]　監督：マイケル・ジャクソン、ケニー・オルテガ
- ジーマーミ豆腐（2018）　監督：ジェイソン・チャン、クリスチャン・リー[61]
- きたなかスケッチ（2018）　監督：岸本司　（短編映画）[62]
- ココロ、オドル[63]（2019）　監督：岸本司　[64]

### TV＆コマーシャル
- 2004年度 アメリカン・ミュージック・アワード  -  【グウェン・ステファニー】原宿ガールズ（Harajuku Girls）“Music”
- 2005年度 ティーン・チョイス・アワード  -  【グウェン・ステファニー】原宿ガールズ（Harajuku Girls）“Music”
- 2005年度 グラミー賞  -  【グウェン・ステファニー】原宿ガールズ（Harajuku Girls）“Music”
- 2009年　America's Best Dance Crew／シーズン３(MTV)  -   【ビート・フリークス(Beat Freaks)のメンバーとして。総合２位】
- 2009年度 MTV Video Music Awards  -  【マイケル・ジャクソン・トリビュート】  総監督：ギル・ ダルデュラオ
- iPodコマーシャル
- 2012年度 ソニー「EXTRA BASS」
- 2013年 X Factor Okinawa Japan - 審査員
- 2014年 NHK Eテレ「趣味Do楽 仲宗根梨乃の美楽（ミラ）クール ダンス!」（2014年3月31日 - 5月26日） - 講師
- 2015年 フジテレビ「FNS27時間テレビ　めちゃ２ピンチってるッ！ 本気になれなきゃテレビじゃないじゃ～ん！！」- FNSちびっこホンキーダンス選手権 審査員[65]
- 2015年9月1日　日本テレビ「踊る!さんま御殿!!」- 沖縄出身芸能人SP ゲスト[66]
- 2016年5月20日　日本テレビ「アナザースカイ」- 世界的ダンサー・仲宗根梨乃。ロスでMJへ捧げるパフォーマンス！ ゲスト
- 2019年7月10日、17日　日本テレビ「今夜くらべてみました」- ゲスト[67]
- 2020年3月4日　日本テレビ「今夜くらべてみました」-ゲスト[68]
- 2020年3月5日　日本テレビ「ダウンタウンDX」- ゲスト[69]
- 2021年「PRODUCE 101 JAPAN SEASON2」 - ダンストレーナー[15][16][70]
- 2022年5月18日　日本テレビ「THE DANCE DAY」 - 審査員[71][72]
- 2023年5月6日　日本テレビ「THE DANCE DAY」 - 審査員
- 2023年「PRODUCE 101 JAPAN THE GIRLS」 - ダンストレーナー
- 2024年5月27日　日本テレビ「THE DANCE DAY」- 審査員[73]

### ミュージックビデオ
- グウェン・ステファニー
  - スウィート・エスケープ
  - ウインド・イット・アップ
  - ラグジュリアス
  - ホラバック・ガール
  - リッチ・ガール
  - ワット・ユー・ウェイティング・フォー？
- ミッシー・エリオット
  - アイアム・リアリー・ホット
- ブリトニー・スピアーズ ft.*マドンナ
  - ミー・アゲインスト・ザ・ミュージック
- クリス・ブラウン
  - フォーエバー
- アヴリル・ラヴィーン
  - ガールフレンド
- メアリー・J・プライジ
  - ラブ・アット・ファースト・サイト
- シアラ
  - ゴー・ガール
- マーカス・ヒューストン
  - ザット・ガール
- ジャスティン・ビーバー
  - サンバディー・トゥー・ラブ　 【BEAT FREAKS（ビート・フリークス）として】
- マイケル・ジャクソン
  - ハリウッド・トゥナイト
- LMFAO
  - ソーリー・フォー・パーティー・ロッキング  【BEAT FREAKS（ビート・フリークス）として】

### ツアー
- グウェン・ステファニー  -  “ハラジュク・ラヴァーズ・ライヴ” 2005
- グウェン・ステファニー  -  “スイート・エスケープ・ワールド・ツアー”2007
- ステイシー・オリコ・ライブ in Japan
- ブリトニー・スピアーズ  -  “オニキス・ホテル・ツアー”2004[74]

### ステージ
- グルーバルーズ(Groovaloos)
- ナイキ・インダストリアルショー（Nike Industrial）

### 舞台
- 舞台『ASTERISK』（2013年[75]、2014年[76][77]）
- ミュージカル『ウィズ』（2015年） - 黄色い道の案内人 役（同公演の振付も担当）
- 舞台『ASTERISK～女神の光～』（2015年）[78][79]
- 舞台『SUPERLOSERZ～SAVE THE EARTH　負け犬は世界を救う』演出：宮本亜門（2015年、2016年）[80]

## 書籍
- 仲宗根梨乃の美楽（ミラ）クール ダンス!（趣味Do楽）NHK出版 2014
- ART BOOK「Rinosophy」 2023